# Cardiophorus platai
Cardiophorus platai là một loài bọ cánh cứng trong họ Elateridae. Loài này được Cobos miêu tả khoa học năm 1979.